# Lisa Herold Ferbing
Lisa Charlotte Herold Ferbing (født 10. marts 1959 på Frederiksberg) er en dansk jurist, der er selvstændig ledelsesrådgiver og formand for bestyrelsen i Dansk IT, Lån & Spar Invest, Lån & Spar Mixinvest samt Gudme Raaschou. Derudover er hun formand for bestyrelsen for cBrain. Hun er tidligere formand for HOFOR Holding og HOFOR A/S samt for fagforbundet Djøf.
Lisa Herold Ferbing blev klassisksproglig student fra Zahles Gymnasieskole i 1977 og er uddannet jurist fra Københavns Universitet i 1982. Efterfølgende har hun haft en lang karriere i Nordea, hvor hun var vicedirektør i afdelingen Nordic Head, da hun i 2011 fratrådte for at starte egen konsulentvirksomhed.
Hun er datter af direktør, cand.jur. Jørgen Gersdorff Herold og cand.jur. Bodil Elisabeth Herold.
Hun er gift med statsautoriseret revisor og formand i Deloitte-fonden Ole Jean Ferbing. Familien har tre børn.

## Tidslinje
- 1977 Student fra Zahles Gymnasieskole
- 1982 Cand.jur. fra Københavns Universitet
- 1995-2007 Afdelingsdirektør, Nordea
- 2007-2011 Vicedirektør, Nordea
- 2011-2014 Administrerende direktør The Leadership Company
- 2012-2013 Partner og coach, Genux
- 2011-2018 Formand for Djøf
- 2014-i dag Formand for bestyrelsen i Lån & Spar Invest, Investeringsforeningen Gudme Raaschou
- 2014-i dag Medlem af bestyrelsen i HOFOR